# 行動網路回傳
在一個分層的電信網路，回程網路主要包括从核心網路（或骨幹網路）到边缘子网的中间链接。
例如，而手機與一個單一的基地台構成一個本地子網，連接的基地台和世界其他地區之間開始一個回程鏈路電話公司的網路的核心。

## 概述
如果將整個網路比喻作為人體骨骼的話，核心網路將代表脊柱，回程鏈路為四肢，邊緣網路（edge networks）為手和腳，而那些邊緣網路內的個別環節將是手指和腳趾。
其他例子包括：
- 將無線基站連接到相應的基站控制器。
- DSLAM設備連接到最近的ATM或乙太網彙聚節點。
- 大公司的網站連接到都會乙太網網路。
- 連接電纜服務的國家的主要地面電信網路的一條海底通信電纜系統著陸點（通常是在偏遠地區）。

## 技術
回程技術的選擇必須考慮的能力：成本、達到、頻譜、光纖、佈線、或路權等等資源參數。回程技術包括：
- FSO光學系統
- 點到點微波無線電中繼傳輸（地面、或在某些情況下、通過衛星）
- 點對多點微波接入技術，如LMDS的Wi-Fi、WiMAX等，也可以回程的目的功能
- DSL變種，如ADSL和SHDSL
- PDH和SDH / SONET的介面，如（分數）的E1/T1，E3，T3，STM-1/OC-3等乙太網

回程容量，也可以租用另一家網路營運商，在這種情況下，其他網路營運商普遍選擇的技術。

## 無線回程的網狀網路
隨著資料傳輸速率的增加，無線網路覆蓋範圍，提高接入點的基礎設施建設，涵蓋的服務領域的投資成本降低。網狀網路（Mesh networks）是唯一的驅動力，由於其靈活的架構可以降低這種成本。
網狀網路中，接入點無線連接，並互相交換資料幀轉發到/從閘道點。由於網狀要求其回程網路中沒有昂貴的電纜結構，總投資成本降低。網狀網路技術的能力，可以提高延伸服務領域的覆蓋面，讓其方便且更靈活。
為了進一步降低成本，大規模的網格（mesh）是可行的。為了迎接這一挑戰，高容量的網格是必要的。
在日本九州大學的MIMO網專案中，福岡縣福岡市已開發並投入使用這項高容量網狀基礎設施建設新技術。一個關鍵組成部分是所謂的IPT，斷續週期發送。IPT是一個專有的資料包轉發的計畫，旨在減少無線電干擾，在網狀網路的轉發路徑。
2012年，在日本福岡的博多運河城，設有世界上最大的室內無線多跳回程網路建制點。博多運河城內建製超過200個接入點，部署無線網路，實現了無線多跳中繼11個接入點，同時為最終用戶提供高頻寬。